# Regionální muzeum v Mikulově
Regionální muzeum v Mikulově je muzeum sídlící na zámku v Mikulově. Hlavní náplní jeho práce je sběr, uchovávání a prezentace dokladů vývoje přírody a lidského společenství v břeclavském regionu. Právně funguje jako příspěvková organizace, organizačně spadající pod Jihomoravský kraj.

## Historie

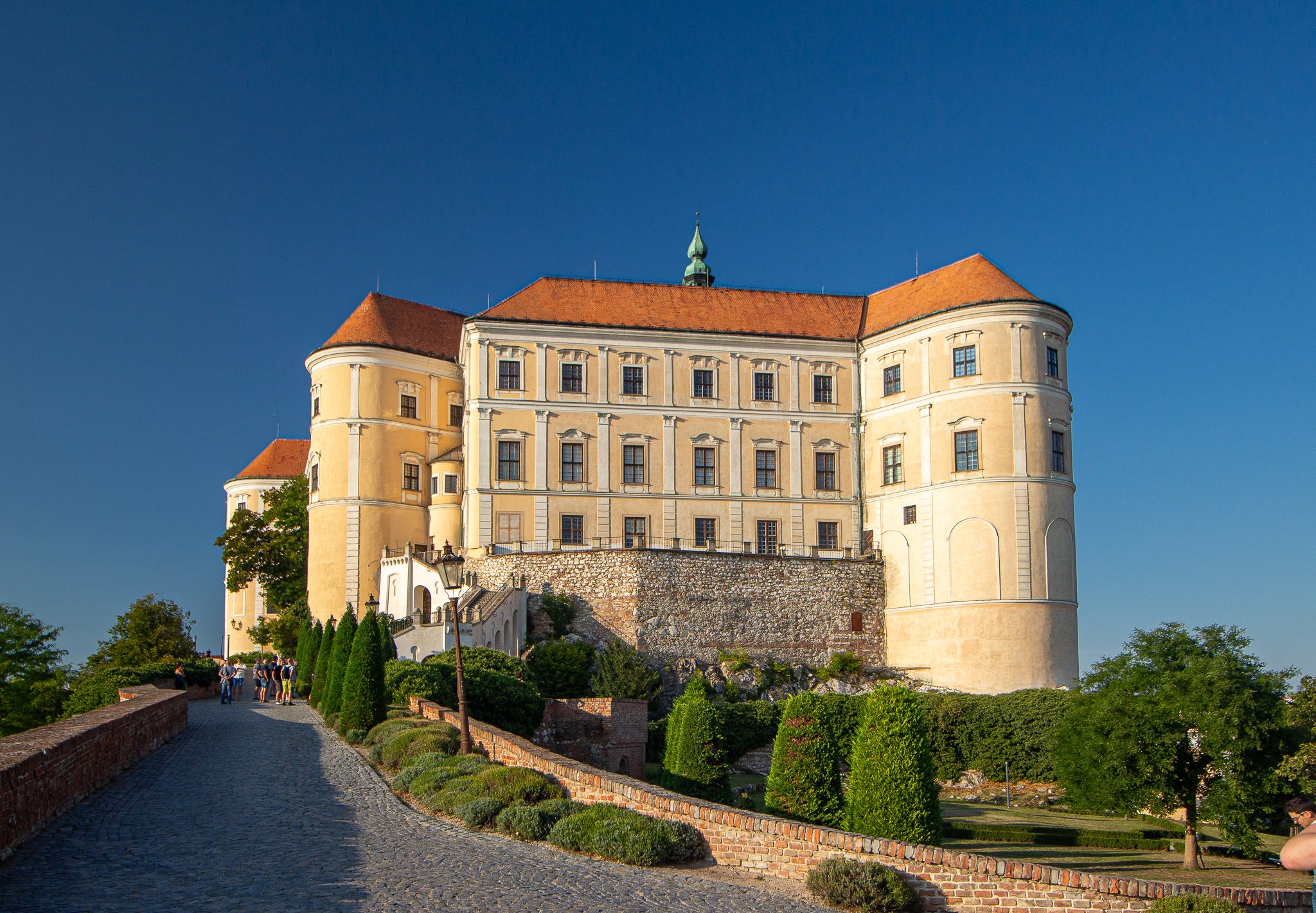
Budova mikulovského zámku

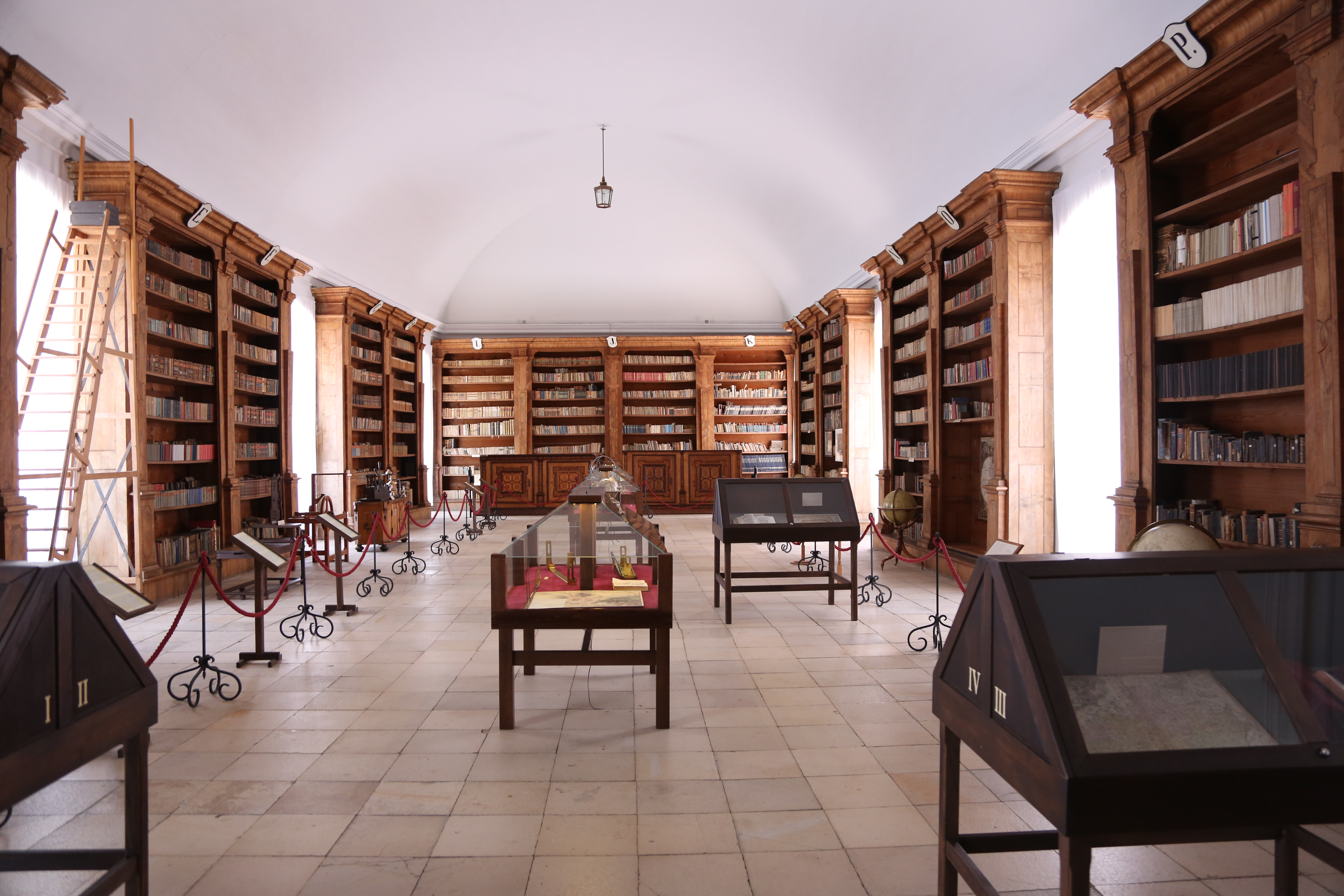
Historická knihovna

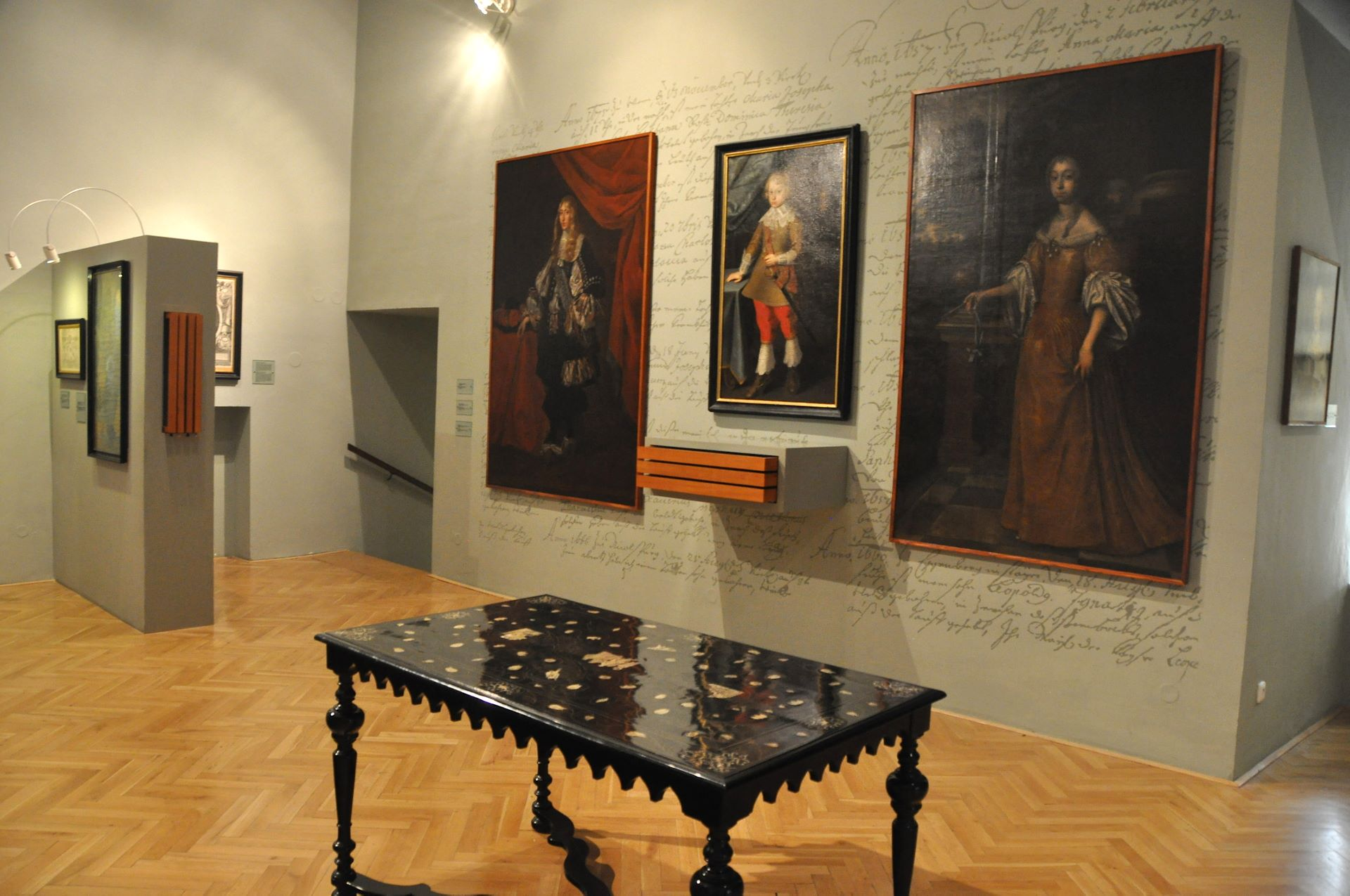
Expozice muzea (Galerie Dietrichsteinů)

Iniciátorem moderní muzejnické činnosti v Mikulově byl tzv. Muzejní spolek. Ten založil v roce 1913 ředitel místního gymnázia Arthur Petak spolu s mikulovským starostou Aloisem Winterem a dalšími sedmnácti místními nadšenci. Spolek si za oblast působnosti vytyčil tehdejší mikulovský okres a prvním správcem sbírek byl jmenován Josef Matzura. První výstavy představil spolek v následujícím roce: 14. ledna byly v místní chlapecké měšťanské škole vystaveny obrazy interiérů, následně 26. dubna bylo tamtéž vystaveno 69 „uměleckých listů“, zapůjčených z Moravského zemského muzea.
První světová válka přerušila činnost spolku až do roku 1921. Tehdy se ke spolku přidali Prof. Dr. Antonín Fröhlich (coby kustod botanické sbírky) a Dr. Karel Jüttner (coby kustod sbírek geografie a prehistorie). Oba (a zejména pak Jüttner) se následně zasloužili o rozšíření prostoru pro muzejní sbírky, výstavy a všeobecně sběratelské zázemí ve městě. První stálou expozici prezentoval spolek 11. února 1922 ve vyhrazených prostorách mikulovské radnice. První sbírky byly tvořeny zejména kuriozitami a antikvitami. Karel Jüttner se roku 1924 stává nejprve ředitelem tohoto muzea a roku 1931 také předsedou spolku.
Od roku 1939 sídlilo muzeum v budově bývalé židovské školy na dnešní Husově ulici, koncem druhé světové války byla však budova vážně poškozena. Karel Jüttner přečkal válku v Mikulově a vedl muzeum až do roku 1947, kdy správu oficiálně převzala komise při ONV Mikulov. Jüttner v muzeu nadále působil jako kustod. (Činnost původního muzejního spolku po válce již obnovena nebyla; k jeho znovuustavení došlo až po sametové revoluci, v roce 1992, v té době už ale muzeum fungovalo jako samostatná instituce bez organizačních vazeb na spolek, který tak těžiště své aktivity přesunul do všeobecné roviny působení na kulturní život ve městě.)
Po roce 1945 se sbírky muzea podstatně rozšířily o předměty z válkou zničených muzeí v Klentnici, Milovicích a Dolních Věstonicích. Další předměty zachránil Jüttner z trosek mikulovského zámku, který 22. dubna 1945 vyhořel. Rozlišoval přitom předměty z fašistických svozů z Francie (které prostřednictvím vládních úředníků odesílal nazpět) od původního zámeckého inventáře a aktivně dohledával předměty, které se staly kořistí rabujících osob.
V roce 1947 byl městskému muzeu přidělen další objekt v Husově ulici – budova bývalého Ústředního židovského musea pro Moravu a Slezsko. V červnu 1947 bylo rozhodnutím ONV zřízeno paralelní Okresní museum v Mikulově, o rok později byla ale obě muzea sloučena v jediné – Okresní a městské muzeum v Mikulově. Jeho vedoucím (od roku 1958 ředitelem) se stal Karel Jüttner. V roce 1953 získalo muzeum prostory v opravené budově bývalého patrimoniálního úřadu na mikulovském náměstí (dnešní budova ZUŠ Mikulov). Téhož roku získalo muzeum další sbírkové předměty akvizicí sbírkového fondu valtického městského muzea a v budově na náměstí představilo svou vůbec první expozici o vinařství. Konečně roku 1959 se muzeum přestěhovalo do přízemí rekonstruovaného mikulovského zámku. Zde se 10. května 1959 otevírá nová expozice z dějin Mikulovska. Koncem téhož roku vyčerpaný Jüttner umírá.

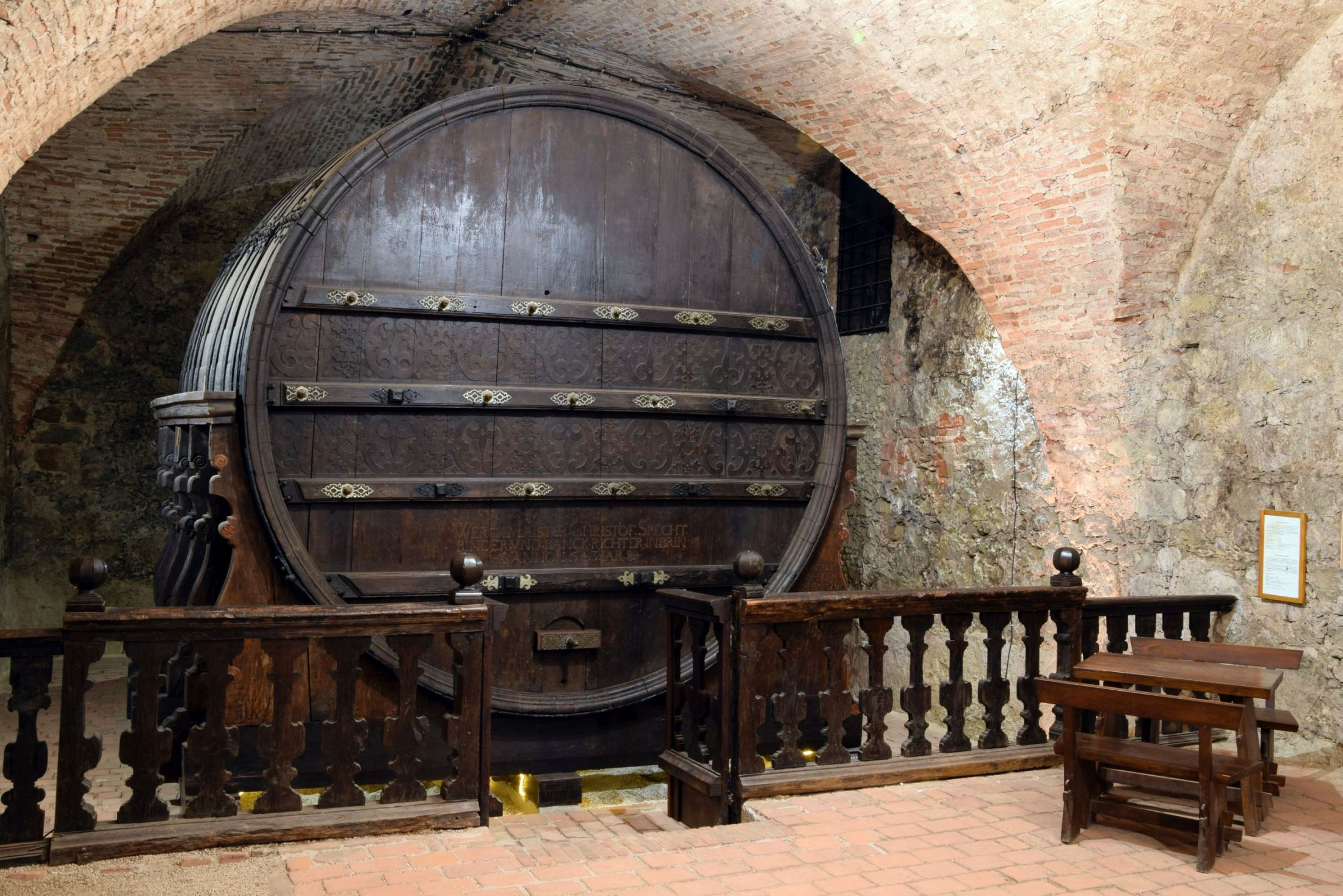
Obří sud

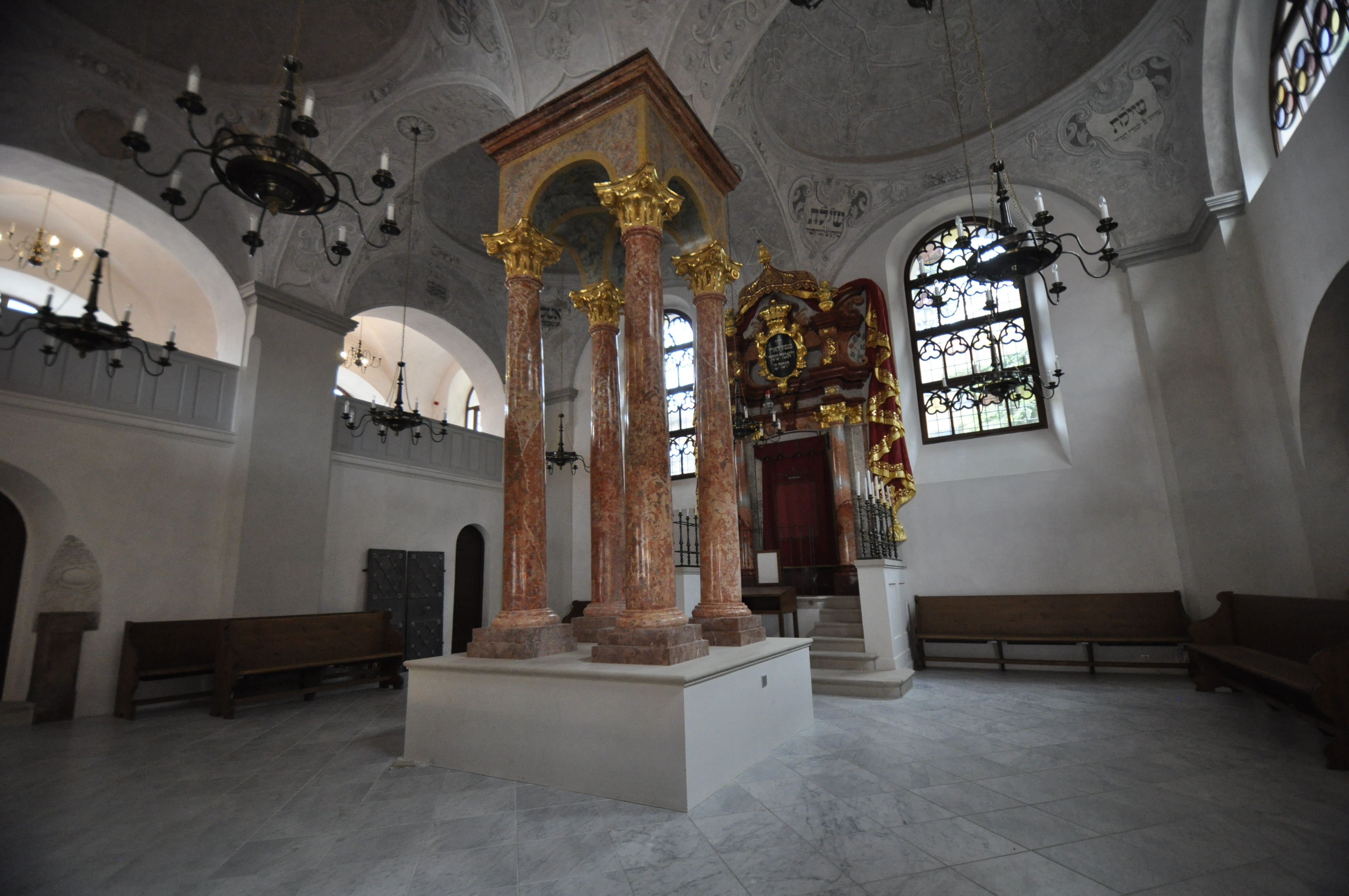
Interiér mikulovské Horní synagogy

Na konci roku 1962 došlo v rámci reorganizace muzejní sítě ke sloučení muzeí v Mikulově, Břeclavi (administrativně zrušeno) a Kloboukách do instituce Okresního vlastivědného muzea v Mikulově (od roku 1963). Pod vedením ředitelky Mileny Horňanské se muzeum zaměřilo především na dokumentaci vinařství a vinohradnictví na jižní Moravě. V 60. letech došlo k opravě domku bratří Mrštíků v Divákách. Bylo také zřízeno specializované archeologické pracoviště pod vedením Josefa Ungera. Od roku 1969 nese muzeum název Regionální muzeum v Mikulově.
V 70. letech došlo pod vedením ředitele Miloslava Zbořila k významnému posílení odborných pracovišť. Byly instalovány mimo jiné expozice Památníku bratří Mrštíků v Divákách (autor Oskar Brůža a kolektiv), archeologického muzea v Dolních Věstonicích (autor J. Unger) či expozice Kronika Břeclavska na zámku v Mikulově (autor Miroslav Grebeníček). V této době také muzeum dostalo do užívání zdevastovaný objekt Horní synagogy v Mikulově – nejprve jako skladový, po rekonstrukci v letech 1977–1989 i jako výstavní prostor.
Po roce 1989 spadalo muzeum organizačně pod Okresní úřad v Břeclavi a složení jeho pracovišť doznalo značných změn. Muzeum v Kloboukách u Brna přešlo již v roce 1988 pod správu Moravského zemského muzea, v roce 1995 vzniklo jako nezávislá instituce také Městské muzeum a galerie v Břeclavi. V péči mikulovského muzea zůstala pobočka v Dolních Věstonicích se zaměřením na archeologii, Památník bratří Mrštíků v Divákách a také Horní synagoga v Mikulově, jejímž právním majitelem je Židovská obec Brno. Muzeum se dále podílelo na záchraně budovy kostela sv. Linharta v Mušově, které hrozilo zborcení. Ředitelkou muzea byla od roku 1991 do roku 2006 historička Dobromila Brichtová.
V roce 2003 přešla správa muzea pod Jihomoravský kraj, roku 2007 se ředitelem stal archeolog Petr Kubín. V roce 2016 otevřelo muzeum svou nejnovější pobočku – Archeopark Pavlov.

## Sbírky

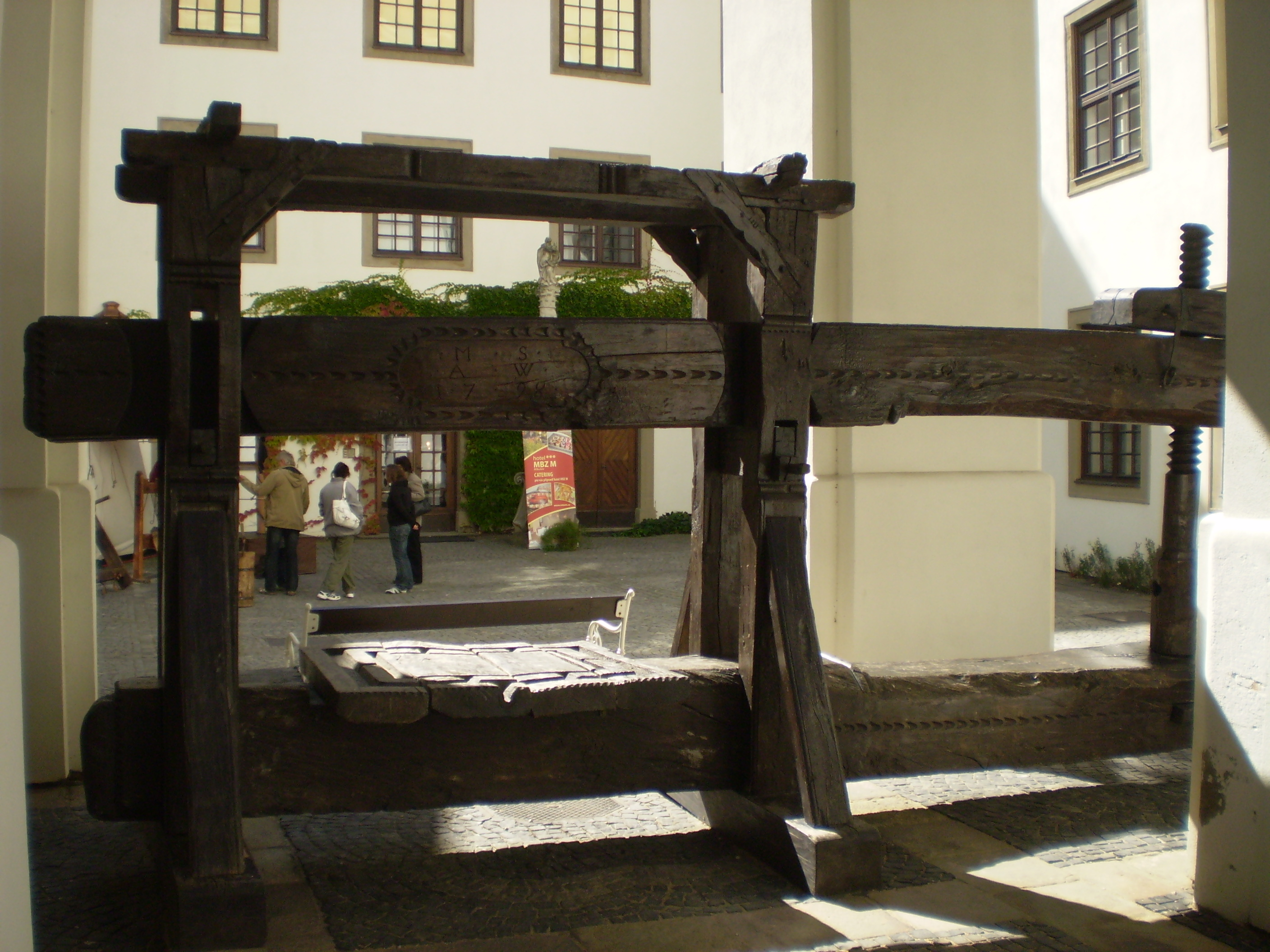
Vinařský lis na horním nádvoří zámku

Charakter sbírek odpovídá regionálnímu zaměření instituce. Muzeum spravuje sbírku historických a etnografických předmětů (obrazy, grafiky, fotografie, plastiky a jiné umělecké předměty, zbraně, etnografické textilie, předměty denní potřeby, zemědělské náčiní, nábytek a keramika), zkoumá vývoj vinařství a vinohradnictví (pozoruhodný je například obří sud ve sklepě mikulovského zámku), disponuje rozsáhlou archeologickou sbírkou v rozsahu od paleolitu až po novověk a dokumentuje také historii moravských Židů. Přírodovědné sbírky zahrnují aktivní podsbírky entomologickou, botanickou a zoologickou, dokumentující především přírodu Pálavy. V zakonzervovaném stavu jsou udržovány podsbírky geologie a paleontologie.

## Činnost muzea
Kromě udržování, rozšiřování a prezentace svých sbírek vydává muzeum od roku 1992 každoročně také odborné periodikum – tištěný sborník RegioM, publikující příspěvky odborníků na regionální etnografii, historii, muzeologii, biologii a ekologii.
Muzeum se dále podílí na spolupořádání kulturních i odborných akcí (přednášky, koncerty, konference, vinařské akce) a v rekonstruovaných sálech zámku provozuje také kongresové centrum. V prostorách zámku probíhá od roku 1994 každoroční umělecké sympozium „Dílna“.

## Spravované objekty

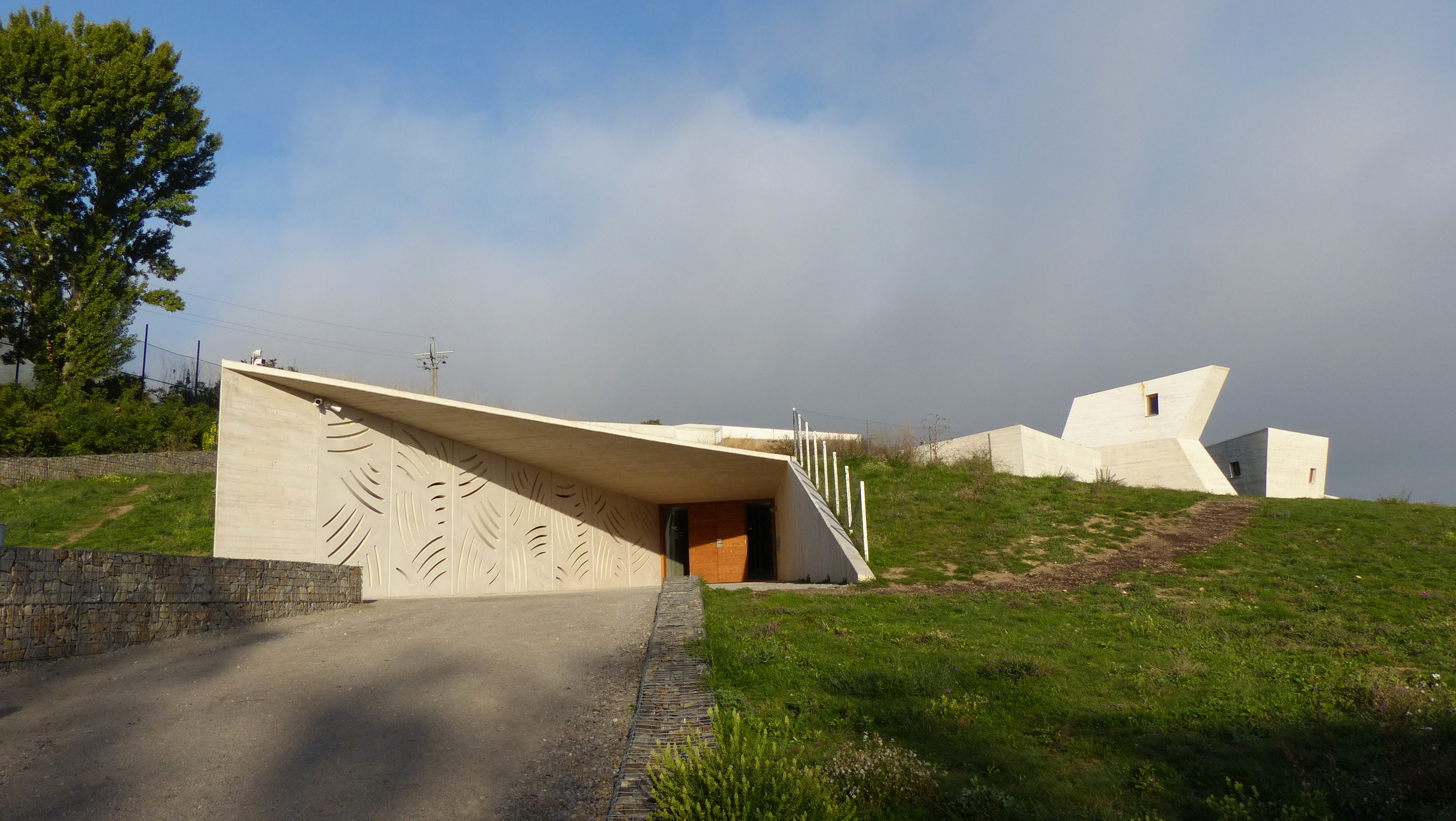
Vstup do pavlovského archeoparku

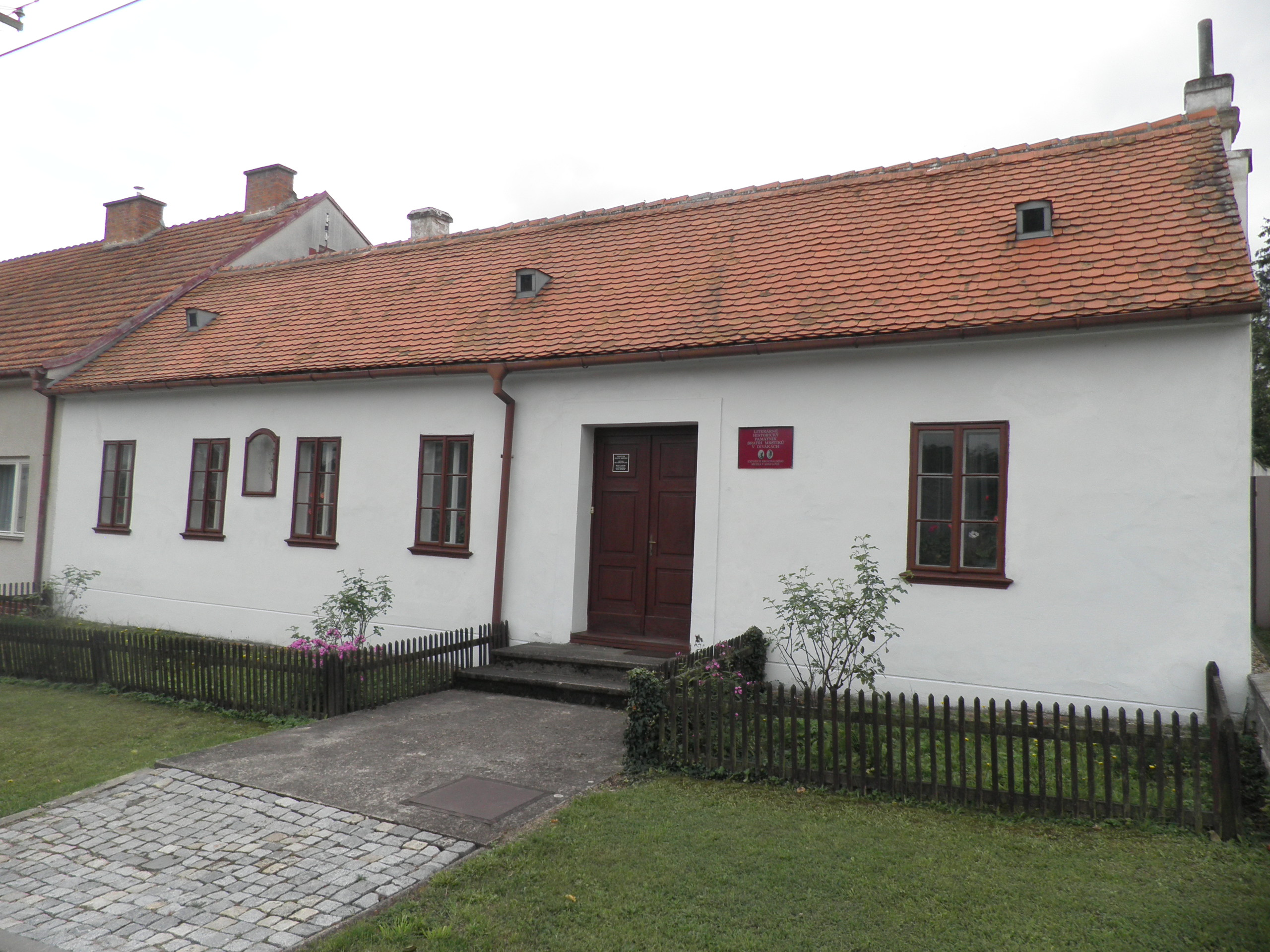
Památník bratří Mrštíků v Divákách

Regionální muzeum v Mikulově spravuje kromě budovy mikulovského zámku a jeho zahrad také 4 další objekty:
- Archeopark Pavlov – stálá expozice zaměřená na kulturu „lovců mamutů“, zejména v okolí Pálavy.[19]
- Horní synagoga v Mikulově – poslední dochovaná synagoga v Mikulově, sloužící dnes jako výstavní a kulturní prostor.[20] Objekt je chráněn jako kulturní památka.[21]
- Památník bratří Mrštíků v Divákách – dům, ve kterém bydleli bratři Alois a Vilém Mrštíkové. Budova i stálá expozice prošly v letech 2018–2021 celkovou modernizací.[22] Objekt je chráněn jako kulturní památka.[23]
- Dům přírody Pálavy – objekt v Dolních Věstonicích tematicky zaměřený na ekologii Pavlovských vrchů. Dříve zde bylo archeologické muzeum, nová expozice byla po celkové přestavbě otevřena 14. června 2024.[24][25]

## Ocenění
Regionální muzeum v Mikulově bylo třikrát oceněno v rámci Národní soutěže muzeí Gloria musaealis.
- 2007 – Cena Gloria musaealis v kategorii Muzejní výstava roku (stálá expozice Římané a Germáni v kraji pod Pálavou)
- 2011 – 3. místo v kategorii Muzejní publikace roku (publikace Historické vědecké přístroje v mikulovských sbírkách)
- 2016 – 2. místo v kategorii Muzejní počin roku (projekt Archeopark Pavlov)